# АТВ
АТВ («Авторское телевидение», «АТВ Продакшн») — старейшая в России независимая частная телевизионная производящая компания. Создана в СССР 15 сентября 1988 года с помощью и при содействии СПМ Рекорд Министерства культуры СССР. Поначалу являлась студией ЦТ «Авторское телевидение». Первый выход в эфир с собственной цикловой периодической программой («Пресс-клуб») — 29 сентября 1989 года.

## История
Телекомпания была основана 15 сентября 1988 года при поддержке кооператива архитектора Юрия Макарова (о нём ранее был снят сюжет в передаче «Мир и молодёжь», где работала Кира Прошутинская). Название «АТВ» было придумано Анатолием Малкиным. Он расшифровывал название, как «альтернативное телевидение», но друг и коллега Малкина Владимир Ворошилов предложил вариант «авторское телевидение», так как, по его мнению, расшифровка «альтернативное» была неподходящей.
Первые три года АТВ производило проекты в рамках Главной редакции программ для молодёжи, из которой вышли Малкин и Прошутинская. Первой программой телекомпании стало ток-шоу «Пресс-клуб», эфир которого состоялся в сентябре 1989 года. Первым документальным фильмом — «Круг» (он состоял из трёх серий), в котором повествовалась история комсомола. Также в 1988—1990 годах в АТВ делали сюжеты для программы «Взгляд».
В период с 29 октября 1990 по 23 декабря 1991 года по Первой программе ЦТ (позже — на 1-м канале Останкино) по понедельникам вечером выходил канал «Авторское телевидение», представлявший собой блок программ собственного производства АТВ.
С 1991 по 1996 год компания являлась учредителем и партнёром творческого объединения «Новая студия» РГТРК «Останкино». Кроме того, студия выпускала для 1-го и 4-го каналов «Останкино» еженедельный блок телепередач «Новая студия представляет» (1992/1993). В сентябре 1992 года «АТВ» стала главным подрядчиком 4-го канала Останкино, который был отдан под ведомство «Новой студии».
С 1994 по 1995 год совместно с телекомпаниями «ВИD» и REN-TV входила в «Ассоциацию Независимых Телепроизводителей», которая стала учредителем ОРТ.
Телекомпания неоднократно пыталась создать свой канал, в конце 1990-х — начале 2000-х годов часто принимала участие в телевизионных конкурсах на частоты.
В 2000 году АТВ подавала заявку на вещание на 3 ТВК в Москве вместе с телекомпанией ВИD. Но ни ВИD, ни АТВ не прошли, и место было отдано действующей компании ТВЦ. В 2004 году компания совместно с ЗАО «Стрим-ТВ» создала канал Ретро-ТВ, одним из владельцев которого оставалась до 2007 года.
В 2004—2005 годах «АТВ» также занималось выпуском аудиокниг.
В 2007 году фонд прямых инвестиций «Квадрига Капитал» выкупил контрольный пакет акций у основателей студии (Киры Прошутинской и Анатолия Малкина) предположительно за 25 миллионов долларов.
В 2008 году компания «АТВ» получила лицензию на спутниковое вещание и совместно с ЗАО «АКАДО-Столица» создала телеканал «PRO Dеньги».
С 2009 по 2012 год на базе «АТВ» существовала телекомпания «Прома Продакшн», выпускавшая такие передачи, как «Что делать?», «Фамилия» («Большая семья»), «Раньше всех», «Танцы под Фа-Соль», «Чаепитие», «Естествознание. Лекции + опыты», «Театральная Фа-Соль», «Жена», «Фа-Соль. Мастерская», «Служба спасения домашнего задания». После развода основателя Киры Прошутинской с Анатолием Малкиным телекомпания была закрыта. АТВ одновременно с Прошутинской покидает ряд сотрудников.
С 2012 по 2014 год продукция телекомпании выпускалась под названием «МАГ-ТВ» (по первым буквам фамилии, имени и отчества основателя телекомпании).
С сентября 2016 года проекты АТВ стали выходить под копирайтом «ИП Малкин Анатолий Григорьевич», с октября 2018 года — «ИП Лежанская Кристина Юрьевна», а с сентября 2020 года — как ООО «Новое АТВ».

## Программы АТВ / Прома Продакшн / МАГ-ТВ
| Название программы | Дата выпуска                                       | Канал | Ведущий | Жанр                                                                                         |
| --- | -------------------------------------------------- | --- | --- | -------------------------------------------------------------------------------------------- |
| Пресс-клуб | 29 сентября 1989—23 декабря 2002                   | Первая программа ЦТ (1989—1991), 1-й канал Останкино (1992—1995), 4-й канал Останкино (1993), ОРТ (1995—1997), ТВ Центр (1998—1999), РТР (2000—2002), REN-TV (2002) | Кира Прошутинская, Павел Веденяпин, Андрей Максимов, Ирина Петровская, Иван Кононов, Дмитрий Губин. Также соведущими были Валерий Комиссаров, Игорь Угольников, Игорь Цветков, О. Фокина и др.         | информационно-публицистическая, общественно-политическая передача                            |
| Глас народа / Будка гласности                                                                                                  | 1990—осень 1993                                    | Первая программа ЦТ, 1-й канал Останкино | Иван Кононов, Алексей Гиганов | социальная программа                                                                         |
| Намедни | 29 октября 1990—24 марта 1991                      | Первая программа ЦТ | Леонид Парфёнов | «ежедневная программа» неполитических новостей                                               |
| Оба-На! | 19 ноября 1990—2 ноября 1992                       | Первая программа ЦТ, 1-й канал Останкино | Игорь Угольников, Валдис Пельш, Алексей Кортнев, Сергей Денисов, Александр Суворов, Евгений Воскресенский, Николай Фоменко и др.                                                                       | развлекательная программа                                                                    |
| Монтаж | 27 декабря 1991 — 27 декабря 1993                  | Первая программа ЦТ, 1-й канал Останкино | Дмитрий Дибров, Андрей Столяров | программа с использованием сложных элементов монтажа                                         |
| Гиннесс-шоу | 20 января 1992—28 мая 1994                         | 1-й канал Останкино, 2х2 | Иван Усачёв | программа о рекордах                                                                         |
| Бомонд | 17 августа 1992—7 сентября 1996                    | 1-й канал Останкино, 4-й канал Останкино, ОРТ | Матвей Ганапольский | неполитическая (разговорная) программа                                                       |
| Кривой эфир/Новый понедельник                                                                                                  | 10 февраля 1992—27 декабря 1994                    | 1-й канал Останкино, 4-й канал Останкино | Борис Гуреев и др. | андеграундная развлекательная программа, развлекательный обзор телепрограмм                  |
| Каталог Федерико | 1992 — 10 января 1993                              | 1-й канал Останкино, 4-й канал Останкино | Анатолий Кременецкий | программа о талантливых людях России                                                         |
| ТВ-Галерея | 7 сентября 1992—20 декабря 1993                    | 1-й канал Останкино, 4-й канал Останкино | Нина Зарецкая | программа об искусстве                                                                       |
| Джем-сейшн | 14 сентября 1992—13 декабря 1993                   | 1-й канал Останкино, 4-й канал Останкино | Владимир Белобородов | музыкальная программа                                                                        |
| Вагон-03 | 5 октября 1992—19 февраля 1994                     | 1-й канал Останкино | Александр Тихомиров | общественно-политическая программа                                                           |
| Вестники | 12 октября 1992—14 февраля 1995                    | 1-й канал Останкино | Сергей Шумаков | программа о «вестниках» русской культуры                                                     |
| Здравствуйте | 4 января 1993—26 марта 1995                        | 1-й канал Останкино | Татьяна Гобзева | публицистика                                                                                 |
| ATВ-брокер | 25 января—13 декабря 1993                          | 1-й канал Останкино | Владимир Смирнов, Андрей Прошутинский | программа о развитии брокерских отношений в России                                           |
| Времечко (с 2006 — Новое «Времечко»)                                                                                           | 15 февраля 1993—25 июня 2010                       | 4-й канал Останкино, НТВ, ТВ Центр, PRO Деньги | Яна Поплавская, Игорь Васильков, Дмитрий Быков, Тина Канделаки, Ольга Грозная, Наталья Козаченко, Григорий Гурвич, Александр Ухов, Михаил Ананьев и другие — 77 ведущих за историю программы           | ток-шоу в прямом эфире                                                                       |
| Дебилиада | 1993 (был показан один выпуск)                     | 1-й канал Останкино | Валдис Пельш, Алексей Кортнев и другие | юмористическая программа                                                                     |
| Антре | 5 августа — 30 декабря 1993                        | 4-й канал Останкино | Михаил Швыдкой | обзор театральных событий                                                                    |
| Третий глаз | 7 августа 1993—12 июля 1997                        | 4-й канал Останкино (1993—1994), НТВ (1994—1997) | Иван Кононов | публицистика, разговорная программа                                                          |
| Выбери меня | 2 ноября 1993—15 декабря 1995                      | 4-й канал Останкино (1993), ТВ-6 (1995) | Матвей Ганапольский | программа о кандидатах в депутаты Госдумы                                                    |
| Канал иллюзий | 5 ноября 1993—28 марта 1995                        | 1-й канал Останкино | Валерий Комиссаров | тележурнал о таинственных случаях и явлениях                                                 |
| Мы (с 4 октября по 15 ноября 1998 - "Время и мы" (в рамках программы "Время"), с 27 сентября 1999 по 10 апреля - "Мы и время") | 7 ноября 1993—10 апреля 2000                       | 1-й канал Останкино, ОРТ | Владимир Познер | ток-шоу                                                                                      |
| Мужчина и женщина | 15 ноября 1993—23 января 2002 (с перерывами)       | 1-й канал Останкино (1993—1995), ОРТ (1995—1996), РТР (1996—1997, 2000—2002)                                                                                        | Кира Прошутинская, Андрей Максимов | интеллектуальное ток-шоу                                                                     |
| В поисках утраченного | 13 декабря 1993—26 октября 2001                    | 1-й канал Останкино (1993—1995), ОРТ (1995—2000), НТВ (2001) | Глеб Скороходов | тематическая программа о кино                                                                |
| Кабаре «Синие ночи ЧК» (с 30 мая 1994 — Кабаре «Все звёзды»)                                                                   | 14 января 1994—10 декабря 1995                     | 1-й канал Останкино, ОРТ | Алексей Кортнев, Валдис Пельш, позже — Евгений Воскресенский, Дин Махаматдинов | развлекательная программа                                                                    |
| Магик-шоу | 1 февраля 1994—6 сентября 1995                     | 1-й канал Останкино, ОРТ | Владимир Руднев | магическое шоу                                                                               |
| Новые обыватели | 13 марта 1994—27 ноября 1996                       | 1-й канал Останкино, ОРТ | братья Высоцкие, Илья Малкин | экспериментальная программа об авангардном искусстве с использованием новейших ТВ-технологий |
| Видеомикс | 23 марта 1992—28 марта 1995                        | 1-й канал Останкино | Яна Поплавская | программа о тайнах телевизионного ремесла                                                    |
| Специальная бригада | 17 января—24 июня 1995                             | 1-й канал Останкино, ОРТ | Юрий Щекочихин | документальная программа                                                                     |
| Фабрика грёз | 18 января—20 сентября 1995                         | 1-й канал Останкино, ОРТ | Александр Збруев | программа о съёмках отечественных фильмов                                                    |
| Иванов. Петров. Сидоров | 5 апреля 1995—4 июля 1997                          | ОРТ (1995), РТР (1996—1997) | Лев Новожёнов, Игорь Васильков, Александр Ухов, Сергей Корзун | ток-шоу о городских проблемах                                                                |
| Пойми меня | 5 апреля 1995—24 марта 2016 (с перерывами)         | ОРТ (1995), НТВ (1996—2000), Карусель (2013—2016) | Олег Марусев, Евгений Дворжецкий, Евгений Стычкин, Ольга Шелест, Матвей Ганапольский | командная телеигра                                                                           |
| Кинематографъ | 21 октября 1995—13 апреля 1996                     | ОРТ | Александр Стриженов, Яна Поплавская | программа о кино                                                                             |
| Деньги… Деньги? Деньги!!! | 3 ноября 1995—27 декабря 1996                      | ТВ-6 | Евгений Соломин | экономическая телеигра                                                                       |
| Открытые новости | 31 августа 1996—17 мая 1997                        | РТР | Светлана Сорокина, Эдуард Сагалаев, Оксана Найчук | информационно-публицистическая программа                                                     |
| Человек в маске | 8 сентября 1996—20 сентября 1999                   | НТВ (1996), ОРТ (1997—1999) | Владимир Познер | ток-шоу                                                                                      |
| Старая квартира (с 2000 — Новая «Старая квартира»)                                                                             | 21 сентября 1996—1 августа 2002                    | РТР | Григорий Гурвич, после его смерти — Иван Кононов, Андрей Максимов, Кира Прошутинская, а также: Олег Марусев, Игорь Васильков, Борис Соболев, Евгений Хорошевцев, Михаил Кожухов.                       | постановочная историко-публицистическая цикловая программа                                   |
| Утречко | 13 января—27 июня 1997                             | НТВ | Лев Новожёнов, Максим Василенко | народные новости                                                                             |
| Ночной полёт (изначально в рамках программы «Времечко», затем самостоятельно)                                                  | 28 ноября — 1997 — 30 декабря 2008                 | НТВ (1997), ТВ Центр/ТВЦ (1997—2002), Культура (2002—2008) | Лев Новожёнов (1997), Андрей Максимов (1997—2008), Иван Кононов (1998—1999) | ток-шоу в прямом эфире                                                                       |
| Вместе | 3 ноября 1997—29 декабря 2000                      | ОРТ, МИР | Михаил Кондалов, Игорь Васильков, Олег Осипов | новости о жизни в СНГ                                                                        |
| Акуна матата | 7 августа 1998—20 октября 2000                     | РТР | Борис Грачевский и Ксения Грачевская, Матвей и Михаил Ганапольские, Владимир Грамматиков и Егор Грамматиков                                                                                            | молодёжное ток-шоу на тему конфликта поколений                                               |
| Домашние хлопоты Наталии Варлей                                                                                                | 5 сентября 1998—22 мая 1999                        | РТР | Наталья Варлей | познавательная программа                                                                     |
| Эра водолея | 10 декабря 1998—30 мая 1999                        | ТВ-6 | Иван Кононов | публицистическая программа                                                                   |
| Детектив-шоу | 10 января 1999—15 июня 2003                        | ТВ-6 (1999—2000), ОРТ (2000), ТВЦ (2000—2003) | Матвей Ганапольский и Николай Тамразов | телеигра                                                                                     |
| Народ хочет знать | 20 сентября 1999—11 июня 2012 (с перерывом)        | РТР (1999), ТВЦ/ТВ Центр (2003—2012) | Иван Кононов, позже — Матвей Ганапольский, Андрей Дементьев, Кира Прошутинская | общественно-политическое ток-шоу                                                             |
| Эх, Семёновна! | 1 октября 1999—30 декабря 2001                     | Марина Голуб | конкурс частушек |                                                                                              |
| Аллё, народ! | 21 февраля—28 декабря 2000                         | ТВ-6 | Алексей Шахматов, Тина Канделаки | интерактивное ток-шоу в прямом эфире                                                         |
| Наше дело | 18 мая—13 июля 2000                                | РТР | Станислав Кучер | ток-шоу                                                                                      |
| Уроки русского. Чтения | 26 сентября 2000—настоящее время (с перерывами)    | ТВЦ (2000—2001), Культура (2002—2004, с 2015) | | познавательная программа                                                                     |
| ХОРОШО, БЫков! | 18 ноября 2000—29 ноября 2003                      | ТВЦ | Дмитрий Быков | ток-шоу                                                                                      |
| Что делать? | 27 мая 2001—19 июня 2011                           | Культура | Виталий Третьяков | общественно-политическая программа, ток-шоу                                                  |
| Верные друзья | 7 июля—18 августа 2001                             | ОРТ | Михаил Кожухов | документальный цикл                                                                          |
| Хронограф | 27 января—19 августа 2002                          | РТР | Александр Архангельский | историческая программа                                                                       |
| Материк | 7 февраля 2002—2 марта 2004                        | ТВЦ | Константин Затулин | общественная программа                                                                       |
| Киноистории Глеба Скороходова                                                                                                  | 8 марта 2002—30 мая 2005                           | РТР/Россия | Глеб Скороходов | программа о кино                                                                             |
| Клуб сенаторов | 20 марта 2002—14 июля 2007                         | РТР/Россия | Николай Сванидзе, позже — Ольга Дроздова и Виталий Ушканов | разговорная программа в прямом эфире                                                         |
| Дежурный по стране | 15 апреля 2002—2 декабря 2019                      | РТР/Россия/Россия-1 | Михаил Жванецкий, Андрей Максимов (2002—2018), Алексей Бегак (2018—2019) | развлекательно-публицистическая программа                                                    |
| Традиционный сбор | 4 мая 2002—9 мая 2003 (вышло только пять выпусков) | РТР/Россия | Кира Прошутинская | вечер воспоминаний                                                                           |
| Семейные страсти | 19 августа 2002—28 марта 2003                      | REN-TV | Игорь Васильков | семейное ток-шоу                                                                             |
| Вера. Надежда. Любовь | 26 августа 2002—27 января 2003                     | РТР/Россия | Юлия Рутберг, Александра Буратаева, Кира Прошутинская | ток-шоу о супругах                                                                           |
| Система К | 5 февраля—26 мая 2003                              | ТВЦ | Алексей Нестеренко | программа о компьютерных технологиях                                                         |
| Агентство одиноких сердец | 11 марта 2003—18 июня 2004                         | Россия (2003), ТНТ (2004) | Валерий Закутский, Алика Смехова | развлекательная программа                                                                    |
| Чёрный квадрат | 28 июля 2003—19 апреля 2004                        | Культура | Алексей Плуцер-Сарно, Алексей Семихатов | научно-познавательная программа                                                              |
| Программа передач на вчера | 18 октября 2003—7 августа 2004                     | Первый канал | Анатолий Лысенко | документальный сериал о советском телевидении                                                |
| Полит X | 13 ноября 2003—6 июля 2004                         | ТВЦ | Сергей Корзун | интерактивно-политическая программа в интернете                                              |
| Только для мужчин | 26 января 2004—29 мая 2006                         | ТВЦ | Андрей Соколов, Сергей Гинзбург, Александр Домогаров, Алексей Гуськов (посезонно) | ток-шоу                                                                                      |
| Лучшие анекдоты из России | 8 июля 2004—11 февраля 2007                        | Первый канал (2004—2005), ТНТ (2006—2007) | | развлекательная программа                                                                    |
| Алло, ТВ! | 21 декабря 2004—28 июля 2006                       | ТВЦ | Екатерина Шемякина, Максим Покровский, Валерий Закутский, Камиль Фаткуллин, Юлия Солнечная | интерактивная телеигра                                                                       |
| Человек из ящика | 25 июня—22 декабря 2005                            | ТВЦ | Роман Виктюк, Александр Пряников | ток-шоу                                                                                      |
| Сто вопросов к взрослому / 101 вопрос взрослому                                                                                | 18 марта 2006—31 марта 2021                        | ТВ Центр (2006—2013), Первый канал (2020—2021) | Игорь Васильков, Сергей Шубенков (2020—2021) | молодёжное ток-шоу                                                                           |
| Шанс | 17 июня—5 августа 2006                             | ТНТ | Александр Пряников — Алушта, Михаил Ананьев — Москва | деловое реалити-шоу                                                                          |
| Двадцать лет спустя. От всей души                                                                                              | 7 января 2007—22 июня 2008 (только пять выпусков)  | ТВ Центр | Павел Чухрай, Анастасия Чухрай (первая программа — Владимир и Юлия Меньшовы) | ток-шоу                                                                                      |
| Московские профи | 29 июля 2007—21 мая 2009                           | ТВ Центр | Сергей Гинзбург, Павел Майков | цикл передач о московских профессиях                                                         |
| Экстра | 3 сентября—28 декабря 2007                         | ДТВ | Агата Хлущевская, Наталья Козаченко, Михаил Байтман | ток-шоу                                                                                      |
| Политическая кухня | 22 июня 2008—2 января 2010                         | ТВ Центр | Константин Затулин | политико-кулинарное шоу                                                                      |
| Временно доступен | 22 июля 2008—6 февраля 2015                        | ТВ Центр | Игорь Васильков (позже — Дмитрий Губин, Александр Карлов, Ольга Шелест), Дмитрий Дибров | ток-шоу                                                                                      |
| ПМЖ. Просто моя жизнь / Фамилия / Большая семья                                                                                | 1 августа 2008—26 декабря 2015                     | Россия/Россия-1 (2008, 2009—2011), Первый канал (2008—2009), Россия-Культура (2011—2015)                                                                            | Андрей Максимков и Алексей Колган (2008—2009), Дмитрий Харатьян (2009—2013), Дмитрий Губин (2009—2011), Александр Карлов (2011—2013, 2014—2015), Юрий Стоянов (2013—2015), Анастасия Голуб (2013—2014) | ток-шоу о семьях                                                                             |
| Нарисованные и100рии / Нарисованные и100рии. Продолжение                                                                       | 25 августа 2008—30 ноября 2009                     | Бибигон | Евгений Рыбов | познавательная программа                                                                     |
| История России. Лекции | 1 сентября 2008—2 февраля 2009                     | Бибигон | Николай Борисов, Игорь Данилевский, Сергей Мироненко, Дмитрий Бак | научно-познавательная программа                                                              |
| Поющая Фа-Соль | 16 января—21 марта 2010                            | Бибигон | Александр Гуревич, Инна Сопина, Анна Вергелесова, Игорь Ванюшкин, Андрей Кудзин, Иосиф Левитис | познавательная программа о музыке                                                            |
| Пресс-клуб XXI | 16 апреля 2010—10 июня 2011                        | Россия-Культура | Дмитрий Глуховский, Иван Засурский | информационно-публицистическая, общественно-политическая программа                           |
| Раньше всех | 2—13 августа 2010                                  | Первый канал | Ольга Аросева | утренняя развлекательная программа                                                           |
| Танцы под Фа-Соль | 3 сентября—26 декабря 2010                         | Бибигон | Александр Гуревич, Инна Сопина, Анна Вергелесова, Игорь Ванюшкин, Андрей Кудзин, Иосиф Левитис | познавательная программа о танцах                                                            |
| Чаепитие | 4 сентября 2010—4 марта 2012                       | Бибигон (2010), Карусель (2011—2012) | разные | программа с участием детских поэтов                                                          |
| Естествознание. Лекции + опыты                                                                                                 | 10 сентября—24 декабря 2010                        | Бибигон | Николай Кузменко, Андрей Дроздов, Николай Калашников | научно-познавательная программа                                                              |
| Просто праздник! | 27 декабря 2010—9 января 2011                      | Карусель | разные ведущие с телеканала «Бибигон» | концерт для детей                                                                            |
| Театральная Фа-Соль | 3 сентября—31 декабря 2011                         | Карусель | Александр Гуревич, Инна Сопина, Анна Вергелесова, Игорь Ванюшкин, Андрей Кудзин, Иосиф Левитис | познавательная программа о театре                                                            |
| Жена | 9 сентября 2011—30 ноября 2012                     | ТВ Центр | Кира Прошутинская | ток-шоу                                                                                      |
| Вслух | 21 октября 2011—17 декабря 2020 (с перерывом)      | Россия-Культура | Александр Гаврилов | ток-шоу о поэзии                                                                             |
| Фа-Соль в цирке | 14 января—27 мая 2012                              | Карусель | Александр Гуревич, Инна Сопина, Анна Вергелесова, Игорь Ванюшкин, Андрей Кудзин | познавательная программа о цирке                                                             |
| Фа-Соль. Мастерская | 1 сентября—30 декабря 2012                         | Карусель | Александр Гуревич, Инна Сопина, Анна Вергелесова, Игорь Ванюшкин, Андрей Кудзин | познавательная программа об изобретениях                                                     |
| Служба спасения домашнего задания                                                                                              | 3 сентября 2012—26 декабря 2014                    | Карусель | Роман Гольчук, Кузьма Котрелёв, Родион Романадзе, Анастасия Матвеева, Виктория Решетило, Владислав Крутских, Михаил Пунтов, Иван Суханов, Денис Жариков, Илья Сологуб, Андрей Максимов, Иван Полтев    | познавательная программа для школьников                                                      |
| Пешком… | 10 сентября 2012—настоящее время                   | Россия-Культура | Михаил Жебрак (2012—2025), Александр Снегирёв (с 2025), Михаил Хрушёв (с 2025) | познавательная программа об истории Москвы                                                   |
| Русский вопрос | 7 ноября 2012—21 декабря 2016                      | ТВ Центр | Константин Затулин | авторская программа о политических событиях                                                  |
| Повелители / Большая провокация / Неочевидное-вероятное                                                                        | 12 марта 2013—28 октября 2020 (с перерывами)       | ТВ Центр (2013—2015), Первый канал (2020) | Анатолий Малкин | программа-интервью                                                                           |
| Ближний круг | 27 марта 2016—5 апреля 2020                        | Россия-Культура | Анатолий Малкин | ток-шоу, мастер-классы                                                                       |
| Ребятам о зверятах | 23 января—21 марта 2017                            | Карусель | Никита Багдасаров, Аполлинария Дерябкина, Тимур Гончаров | короткая познавательная программа о животных                                                 |
| Дембеля. Истории солдатской жизни                                                                                              | 28 и 29 марта 2017                                 | НТВ | | документальный сериал об известных личностях, служивших в армии                              |

Также АТВ выпускало и другие программы: «Видеоасс» (1993), «Курс», «Однако» (1993), «Пресс-экспресс» (1993), «Путь к свободе» (1993), «Ретроспектива фильмов АТВ» (1993), «Жизнеописание» (1992/1993), «Суфлёр», «Эхо», «Шок-шоу» (1990), «TV-X» (1992/1993), «Авторская песня» (1992), «Выбор-2000» (1993), «Знакомый незнакомец», «Маг» (1992), «Мегамикс» (1993), «Письма из Санкт-Петербурга» (1992), «Свободный полёт», «Ситуация» (1992), «Слушай» (1993), «Смотрите, кто ушёл!» (1992), «Последний писк», «Поп-культура», «Тет-а-тет» (1996), «Евгеник и…» (1993), «Чёрный пёс» (1993), «Я» (1993).

## Телесериалы
| Название сериала        | Даты выпуска                   | Канал        | Жанр                    |
| ----------------------- | ------------------------------ | ------------ | ----------------------- |
| Ростов-папа             | 10—27 декабря 2001             | НТВ          | драма                   |
| Дневник убийцы          | 8—29 января 2003               | Россия       | боевик                  |
| Таксистка               | 12 января 2004—12 октября 2007 | НТВ          | комедийный детектив     |
| Телохранитель (1 сезон) | 16—19 июля 2007                | Россия       | триллер                 |
| Союз без секса          | 26 июля 2007                   | ТВ Центр     | мелодрама               |
| Спецгруппа              | 3—27 декабря 2007              | НТВ          | боевик                  |
| Мент в законе (1 сезон) | 14 июля—2 августа 2008         | НТВ          | боевик                  |
| Автобус                 | 16—26 сентября 2008            | НТВ          | приключенческая комедия |
| Лапушки                 | 7—17 декабря 2009              | Первый канал | мелодрама               |
| А у нас во дворе…       | 29 мая 2017—28 марта 2019      | Первый канал | детективное драмеди     |

## Документальные фильмы
| Название фильма                                      | Дата выпуска                 | Ведущий / закадровый голос     | Канал               | Краткое описание                                                                |
| ---------------------------------------------------- | ---------------------------- | ------------------------------ | ------------------- | ------------------------------------------------------------------------------- |
| Круг                                                 | 28 октября 1991              |                                | ЦТ СССР             | История революции и комсомола в 3 частях                                        |
| Время отпуска                                        | 1991                         | Кира Прошутинская (вступление) | ЦТ СССР             | Подробности августовского путча                                                 |
| Певец и… странник                                    | 1992                         |                                | 1-й канал Останкино | История творческого пути Олега Газманова                                        |
| Алла Пугачёва. Вспоминая Рождество…                  | 8 декабря 2001—1 января 2002 | Глеб Скороходов                | РТР                 | Цикл из 12 фильмов о рождественских встречах певицы                             |
| Это был Марк Фрадкин                                 | 3 мая 2004                   |                                | Первый              | Биография                                                                       |
| Михаил Козаков. От 7 до 70                           | 16 октября 2004              | —                              | Первый              | Биография                                                                       |
| Александре Пахмутовой. С любовью…                    | 9 ноября 2004                |                                | Первый              | Биография                                                                       |
| Сорок сроков рока (Да здравствует рок-н-ролл!)       | 2005                         | —                              | Первый              | История русского рока                                                           |
| Целуй меня крепче, или операция «Бесаме мучо»        | 5 декабря 2005               | Сергей Чонишвили               | Россия              | Документально-игровой фильм об истории песни                                    |
| Русская любовь самурая                               | 6 января 2006                |                                | Первый              | О жизни пожилого японца Ясабуро Хачия на Амуре                                  |
| Феномены нашего времени                              | 14 сентября 2006             | Александр Клюквин              | Россия              | О людях со сверхспособностями                                                   |
| Наша ABBA                                            | 12 октября 2006              |                                | Россия              | История знаменитой группы                                                       |
| Аномалия                                             | 14 ноября 2006               |                                | Россия              | О детях из Нижнего Ломова с аномалиями развития или врождённым уродством        |
| Ты — феномен! За гранью возможного                   | 20 ноября 2006               | Александр Клюквин              | Россия              | О трёх женщинах с уникальными способностями                                     |
| Легенда по имени Святослав                           | 23 мая 2007                  | —                              | ТВ Центр            | Биография известного доктора                                                    |
| Другое Золотое кольцо                                | 1—17 октября 2007            | Алексей Петренко               | Культура            | Цикл из 10 фильмов о культурных памятниках, не вошедших в Золотое кольцо России |
| Наша Феличита                                        | 11 октября 2007              | Игорь Бровин                   | Россия              | Об итальянских певцах                                                           |
| 2012. Сбудутся ли пророчества майя?                  | 9 октября 2008               | Александр Клюквин              | Россия              | О предсказаниях конца света в 2012 году                                         |
| Урок французского. Мирей Матьё, Джо Дассен и другие… | 30 октября 2008              | Александр Клюквин              | Россия              | О поездках французских исполнителей в СССР                                      |
| Алла Пугачёва. Я — рыжая, я — другая!                | 15 апреля 2009               | —                              | ТВ Центр            | Биография, к юбилею певицы                                                      |
| По ту сторону жизни и смерти. Рай                    | 17 декабря 2009              | Алексей Петренко               | Россия              | Фильм о рае                                                                     |
| Жесты. Детектор правды                               | 21 января 2010               | Александр Клюквин              | Россия-1            | О том, как распознать ложь по мимике и жестам                                   |
| Массовка                                             | 1 июня 2010                  | —                              | Россия-Культура     | О том, как стать зрителем на съёмках телепередач                                |
| Триумф силы. Василий Алексеев                        | 15 апреля 2011               | Сергей Чонишвили               | Россия-1            | Биография                                                                       |
| Андрей и Зоя                                         | 19—22 апреля 2011            | Анатолий Малкин                | Россия-Культура     | Интервью с вдовой известного поэта из 4-х фильмов                               |
| Она написала себе роль. Виктория Токарева            | 19—22 ноября 2012            | Анатолий Малкин                | Россия-Культура     | Интервью из 4-х фильмов                                                         |
| Самая знаменитая и почти незнакомая. Елена Образцова | 1—4 мая 2014                 | Анатолий Малкин                | Россия-Культура     | Интервью из 4-х фильмов                                                         |
| Илья Кабаков. В будущее возьмут не всех              | 13—27 февраля 2015           | Анатолий Малкин                | Первый              | Интервью из 3-х фильмов                                                         |
| Пространство жизни Бориса Эйфмана                    | 22 октября 2015              | Анатолий Малкин                | Первый              | Биография и интервью                                                            |
| Владимир Скулачёв. Повелитель старости               | 22 февраля 2016              | Анатолий Малкин                | Первый              | Биография и интервью                                                            |
| Главные слова Бориса Эйфмана                         | 5 и 6 марта 2016             | Анатолий Малкин                | Россия-Культура     | Интервью из 2-х фильмов                                                         |
| Рост в полный рост                                   | 24 апреля 2016               | Анатолий Малкин                | Первый              | Биография и интервью                                                            |
| Эрик Булатов. Иду…                                   | 1 марта 2017                 | Анатолий Малкин                | Россия-Культура     | Биография и интервью                                                            |
| Amarcord. Я помню… Тонино Гуэрра                     | 8 апреля 2017                | Анатолий Малкин                | Россия-Культура     | Биография поэта и интервью его вдовы                                            |
| Михаил Шемякин. Где мы, там Россия                   | 4 мая 2018                   | Анатолий Малкин                | Россия-Культура     | Биография и интервью                                                            |
| Михаил Шемякин. Потом значит никогда                 | 4 мая 2018                   | Анатолий Малкин                | Первый              | Биография и интервью                                                            |
| Эрик Булатов. Живу и вижу                            | 7 сентября 2018              | Анатолий Малкин                | Первый              | Биография и интервью                                                            |
| Фрейндлих. Алиса в стране лицедеев                   | 26 января 2019               | Анатолий Малкин                | Первый              | Биография и интервью                                                            |
| Сентиментальное путешествие по зимней Москве         | 16 февраля 2019              | Анатолий Малкин                | ОТР                 | Воспоминания Юрия Роста о Москве                                                |
| Люди и страсти Алисы Фрейндлих                       | 8 марта 2019                 | Анатолий Малкин                | Россия-Культура     | Биография и интервью                                                            |
| Лев Додин. Максимы                                   | 14 мая 2019                  | Анатолий Малкин                | Россия-Культура     | Биография и интервью                                                            |
| Земля Тонио Гуэрры                                   | 18 марта 2020                | Анатолий Малкин                | Первый              | Биография поэта и интервью его вдовы                                            |
| Мой первый Жванецкий                                 | 6 ноября 2020                | Анатолий Малкин                | Россия-1            | Нарезка лучших выступлений сатирика и интервью его друзей и коллег              |
| Человек с тысячью лиц. К 110-летию Аркадия Райкина   | 24 октября 2021              | Анатолий Малкин                | Первый              | Биография сатирика                                                              |
| Зеркало Олега Целкова                                | 11 июля 2022                 | —                              | Россия-Культура     | Биография художника                                                             |
| Мой друг Жванецкий                                   | 24 сентября—15 октября 2022  | Анатолий Малкин                | Первый              | Цикл из 4-х фильмов, воспоминания коллег и друзей сатирика                      |
| Олег Целков. Единственный из многих                  | 23 декабря 2022              | —                              | Первый              | Биография художника                                                             |
| Главные слова Александра Ширвиндта                   | 19 июля 2023                 | Анатолий Малкин                | Первый              | Биография и интервью                                                            |
| Теодор Курентзис. Таких больше нет                   | 2 февраля 2025               | Анатолий Малкин                | Первый              | Биография и интервью                                                            |
| Всего одна жизнь. К 85-летию Владимира Васильева     | 20 апреля 2025               | Анатолий Малкин                | Первый              | Биография и интервью                                                            |

## Награды
- В 1992 году документальный фильм «Время отпуска» стал обладателем гран-при фестиваля документальных фильмов в Японии, город Кагосима.
- В 1994 году на Международном фестивале масс-медиа «Гонг» за особый вклад в тележурналистику были награждены ведущие программ телекомпании: Владимир Познер («Золотой гонг»), Кира Прошутинская («Серебряный гонг») и Глеб Скороходов («Бронзовый гонг»).
- В 1994 году проекты «В поисках утраченного» и «Новые обыватели» были награждены дипломами 2-го Международного фестиваля телевизионных программ «Бархатный сезон».
- В 1998 году программа «Старая квартира» получила 2 премии ТЭФИ в номинациях «Лучшая публицистическая программа» и «Режиссёрская работа» (Андрей Челядинов).
- В 1998 году проект «В поисках утраченного» получил премию ТЭФИ в номинации «Программа об искусстве».
- В 1998 году ток-шоу «Человек в маске» получило премию ТЭФИ в номинации «Лучшее ток-шоу».
- В 1999 году ток-шоу «Времечко. Ночной полёт» получило премию ТЭФИ в номинации «Ведущий информационной программы».
- В 2000 году программа «Старая квартира» получила премию ТЭФИ в номинации «Сценарист» (Виктор Славкин).
- В 2000 году программа «Старая квартира» стала обладателем Государственной премии Российской Федерации, награду получил Виктор Славкин.
- В 2003 году ток-шоу «Что делать?» получило премию ТЭФИ в номинации «Публицистическая программа».
- В 2004 году проект «Чтения. Уроки русского» получил премию ТЭФИ в номинации «Оператор телевизионной программы» (Александр Пугачёв).
- В 2006 году программа «Времечко» получила премию ТЭФИ в номинации «Информационно-развлекательная программа».
- В 2006 году ток-шоу «Дежурный по стране» получило премию ТЭФИ в номинации «Развлекательная программа: юмор».
- В 2006 году документальный фильм «Русская любовь самурая» получил премию ТЭФИ в номинации «Телевизионный документальный фильм».
- В 2006 году ток-шоу «Народ хочет знать» получило премию «Антоша Чехонте» Всероссийского открытого конкурса работников средств массовой информации «Как слово наше отзовётся» в номинации «Слово в диалоге» (Кира Прошутинская).
- В 2007 году ток-шоу «Сто вопросов к взрослому» получило премию ТЭФИ в номинации «Программа для детей».
- В 2007 году документальный фильм «Русская любовь самурая» получил премию «Лавр» в номинации «Лучший полнометражный неигровой телевизионный фильм».
- В 2007 году ток-шоу «Сто вопросов к взрослому» получило премию «Звёздный мост» в номинации «Лучшая детская программа».
- В 2010 году документальный фильм «Массовка» получил премию ТЭФИ в номинации «Телевизионный документальный фильм».
- В 2011 году ток-шоу «Дежурный по стране» получило премию ТЭФИ в номинации «Юмористическая программа».
- В 2014 году ток-шоу «Временно доступен» получило премию ТЭФИ в номинации «Вечернее ток-шоу».

## Концерты
| Название                                       | Дата выпуска    | Канал           | Жанр                        |
| ---------------------------------------------- | --------------- | --------------- | --------------------------- |
| АТВ — 15 лет                                   | 14 декабря 2003 | Первый          | Вечер к юбилею телекомпании |
| Страсти по Федре в четырёх снах Романа Виктюка | 14 февраля 2015 | Россия-Культура | Фильм-спектакль             |

## Награды
- В 1992 году документальный фильм «Время отпуска» стал обладателем гран-при фестиваля документальных фильмов в Японии, город Кагосима.
- В 1994 году на Международном фестивале масс-медиа «Гонг» за особый вклад в тележурналистику были награждены ведущие программ телекомпании: Владимир Познер («Золотой гонг»), Кира Прошутинская («Серебряный гонг») и Глеб Скороходов («Бронзовый гонг»).
- В 1994 году проекты «В поисках утраченного» и «Новые обыватели» были награждены дипломами 2-го Международного фестиваля телевизионных программ «Бархатный сезон».
- В 1998 году программа «Старая квартира» получила 2 премии ТЭФИ в номинациях «Лучшая публицистическая программа» и «Режиссёрская работа» (Андрей Челядинов).
- В 1998 году проект «В поисках утраченного» получил премию ТЭФИ в номинации «Программа об искусстве».
- В 1998 году ток-шоу «Человек в маске» получило премию ТЭФИ в номинации «Лучшее ток-шоу».
- В 1999 году ток-шоу «Времечко. Ночной полёт» получило премию ТЭФИ в номинации «Ведущий информационной программы».
- В 2000 году программа «Старая квартира» получила премию ТЭФИ в номинации «Сценарист» (Виктор Славкин).
- В 2000 году программа «Старая квартира» стала обладателем Государственной премии Российской Федерации, награду получил Виктор Славкин.
- В 2003 году ток-шоу «Что делать?» получило премию ТЭФИ в номинации «Публицистическая программа».
- В 2004 году проект «Чтения. Уроки русского» получил премию ТЭФИ в номинации «Оператор телевизионной программы» (Александр Пугачёв).
- В 2006 году программа «Времечко» получила премию ТЭФИ в номинации «Информационно-развлекательная программа».
- В 2006 году ток-шоу «Дежурный по стране» получило премию ТЭФИ в номинации «Развлекательная программа: юмор».
- В 2006 году документальный фильм «Русская любовь самурая» получил премию ТЭФИ в номинации «Телевизионный документальный фильм».
- В 2006 году ток-шоу «Народ хочет знать» получило премию «Антоша Чехонте» Всероссийского открытого конкурса работников средств массовой информации «Как слово наше отзовётся» в номинации «Слово в диалоге» (Кира Прошутинская).
- В 2007 году ток-шоу «Сто вопросов к взрослому» получило премию ТЭФИ в номинации «Программа для детей».
- В 2007 году документальный фильм «Русская любовь самурая» получил премию «Лавр» в номинации «Лучший полнометражный неигровой телевизионный фильм».
- В 2007 году ток-шоу «Сто вопросов к взрослому» получило премию «Звёздный мост» в номинации «Лучшая детская программа».
- В 2010 году документальный фильм «Массовка» получил премию ТЭФИ в номинации «Телевизионный документальный фильм».
- В 2011 году ток-шоу «Дежурный по стране» получило премию ТЭФИ в номинации «Юмористическая программа».
- В 2014 году ток-шоу «Временно доступен» получило премию ТЭФИ в номинации «Вечернее ток-шоу».